# Ökozone
Ökozone ist ein vorwiegend geowissenschaftlich und geoökologisch verwendeter Begriff für einen zonalen Großraum der Erde. Das Modell der Ökozonen ermöglicht eine Einteilung des Festlandes nach mehreren ökologischen Merkmalen. Landschaften mit einer großen Übereinstimmung der Merkmale Klima, Vegetation, Böden und agrare Nutzungsmöglichkeiten werden zu einer Ökozone zusammengefasst. Wie bei allen Landschaftszonen-Modellen entspricht die Einteilung im Grundsatz den Klimazonen als bestimmendem Faktor, die von den Tropen bis zu den beiden polaren Zonen wie Gürtel um die Erde liegen.
Für die Festlegung der Ökozonen werden auf Grundlage von Klimaklassifikationen die sichtbaren Landformen, die vorhandenen Ökosysteme, die Bodentypen, sowie die agraren und forstlichen Nutzungssysteme verwendet. Neben diesen einzelnen Merkmalen werden auch die typischen Beziehungen zueinander (wie die Stoff- und Energieflüsse) bei der Abgrenzung der Ökozonen berücksichtigt. Das Modell folgt vorrangig naturräumlichen Kriterien. Kulturräumliche Aspekte sind nur insoweit relevant, als Bezüge zur Natur bestehen. Solche Bezüge sind meist bei der Landnutzung vorhanden, sonst aber eher die Ausnahme oder von geringerer Bedeutung.
Die Betrachtungsweise der Ökozonen leitet sich von Forschungszielen und -ansätzen der Geographie ab. Zu recht ähnlichen Ergebnissen kommt die bioökologische Betrachtung, die mit den Begriffen Biom bzw. „Zonobiom“ operiert. Die Biologen legen besonderen Wert auf das Beziehungsgefüge der Lebewesen untereinander, während die Geographen den Schwerpunkt auf die abiotischen Faktoren legen.

## Begriffe und Wissenschaftsgeschichte
Der Begriff Ökozone in der hier beschriebenen Bedeutung wurde von Jürgen Schultz (1988) eingeführt.
Ähnliche (zumeist ältere) Landschaftszonen-Modelle anderer Autoren heißen u. a. Vegetationszonen oder Zonobiome. Die Teilaspekte, auf die Wert gelegt wird, sind dabei jeweils andere; immer ist aber das Klima ein bestimmender Faktor, ebenso wie Boden und Vegetation. Den Pflanzen und hierbei besonders ihren typischen Formationen kommt vermehrt Aufmerksamkeit zu: einmal lassen sie sich relativ leicht erfassen und kartografieren, zum anderen nimmt man eine besondere Indexfunktion der Pflanzen an. Das heißt, dass aus einer Pflanzenformation recht sichere Schlüsse auf andere Faktoren wie Klima und Boden, aber auch vorhandene Tiere gezogen werden können. Da sich die Vegetation räumlich aber zugleich mit den anderen Faktoren ändert, werden die Begriffe manchmal synonym gebraucht.
Im englischsprachigen Raum wird die direkte Übersetzung von Ökozonen in ecozones in der Fachwelt weniger differenziert verwendet. Man verwendet ihn dort auch für nicht geozonale Ökoregionen (wie z. B. die ecozones im National Ecological Framework for Canada oder verschiedene „biomes“) sowie für nicht klimabezogene biogeographische Regionen (wie z. B. für die Florenreiche). Im deutschsprachigen Raum sind insbesondere die entwicklungsgeschichtlich begründeten Florenreiche und zoogeographischen Reiche keineswegs mit den Ökozonen gleichzusetzen.
Der deutsche Begriff „Ökozone“ wird außerhalb der Fachliteratur häufig ebenfalls sehr undifferenziert verwendet. Wie im Englischen werden Vegetationszonen, Zonobiome, Florenreiche, Faunenreiche, regionale Biome, Naturschutzgebiete und selbst kleine Biotope damit bezeichnet. Das hat u. a. dazu geführt, dass in diversen Foren im Internet darüber spekuliert wird, was denn nun genau eine Ökozone sei.
Für die Entstehung und Abgrenzung des Begriffes in der Wissenschaftsgeschichte siehe Geozone

## Einordnung
Die übergeordnete Einheit der Ökozonen ist die gesamte Biosphäre (Summe aller Lebensräume). Die Ökozonen sind eine erste (mögliche), grobe und großräumige Unterteilung der Biosphäre. Meist bezieht sie sich nur auf die Landmassen der Erde, da sich Ökozonen in den Meeren nicht mit den gleichen Kriterien abgrenzen lassen.
Untergeordnet stehen je nach Autor verschieden benannte Teilräume (Sub-Ökozonen, Ökoregionen, -provinzen, -distrikte; Biome; Ökosystemkomplexe). Die kleinsten Teilräume, die eine abgrenzbare Lebensgemeinschaft beinhalten, werden als Biogeozönosen bezeichnet, die wiederum einzelne Populationen und Individuen enthalten.

## Einflüsse und Merkmale
Bestimmte äußere Einflüsse setzen den Rahmen für die Ausbildung eines Ökosystems. Ihr regelhafter globaler Wandel führt erst zur Ausbildung der Ökozonen.

Komponenten von Landschaften und deren Beziehungen untereinander

### Klima
Das Klima nimmt Einfluss auf alle anderen Elemente eines Ökosystems und steht in der Reihe der äußeren Einflussfaktoren an erster Stelle.
Die Sonneneinstrahlung nimmt von den Polen zum Äquator aufgrund des steileren Einfallswinkels stetig zu, genauso die Gleichmäßigkeit der Einstrahlung im Jahresverlauf. Durch unterschiedlich starke Wolkenbildung ergeben sich für die Globalstrahlung – also die tatsächlich am Erdboden eintreffende Strahlung – bereits komplexere Muster. Zieht man Reflexion und Abstrahlung ab, erhält man die Strahlungsbilanz eines Ortes, die wiederum bestimmt, wie viel Wasser verdunstet und wie der Temperaturverlauf aussieht.
Die Niederschläge sind ein weiterer wichtiger Faktor, sowohl die jährliche Regenmenge als auch die Gleichmäßigkeit der Verteilung im Jahresverlauf. Über Wolkenbildung, Verdunstung und Reflexion von schneebedecktem Boden nimmt der Niederschlag auch Einfluss auf Einstrahlung und Temperatur.
Neben der Abfolge von Nord nach Süd gibt es eine typische Abfolge vom Rand zur Mitte der Kontinente: In der Nähe der Ozeane ist das Klima ausgeglichener und feuchter (Meeresklima), da die Temperaturen von der Temperatur des Meerwassers beeinflusst werden. Im Innern der Kontinente ist es trockener und die Temperatur schwankt im Jahresverlauf viel stärker (kontinentales Klima).

### Pflanzen- und Tierwelt
Aus den beiden klimatischen Einflussfaktoren Temperatur und Niederschlag lassen sich die wichtigsten Pflanzenformationen ableiten, die auch die Grundlagen für die Modelle der Vegetationszonen und Zonobiome bilden. Das Modell der Ökozonen baut auf diese Modelle weiter auf.
Pflanzen als ortsabhängige Lebewesen mit oft nur geringer Ausbreitungsgeschwindigkeit sind die augenfälligsten Anzeiger der unterschiedlichen Ökosysteme auf der Erde. Dabei bestehen innerhalb einer Ökozone große Abweichungen, was die Ausstattung mit einzelnen Pflanzenarten oder höheren Taxa angeht. Deren Areale sind nämlich neben ihren ökologischen Anforderungen stark von der Erdgeschichte beeinflusst, was sich in der Abgrenzung der Florenreiche zeigt. Viel eher besteht ein Zusammenhang zwischen den Ökozonen und Pflanzenformationen, das heißt, die Vegetation der verschiedenen Ökozonen besitzt unterschiedliche Lebens- und Wuchsformen.
Die größeren, auffälligeren Tiere haben oft einen Aktionsradius, der es ihnen ermöglicht, verschiedene Ökozonen zu erreichen. Bekanntes Beispiel sind Zugvögel, die während eines Jahres alle Ökozonen durchfliegen und sich auch für längere Zeit in unterschiedlichen Zonen aufhalten. Die Masse der Arten ist allerdings durchaus geeignet, in ähnlicher Weise wie die Vegetation zur Differenzierung der Ökozonen betrachtet zu werden.
Auch die Biodiversität lässt sich regional differenzieren, vereinfachend gesagt steigt sie mit zunehmender Temperatur und Feuchtigkeit an. Daraus lassen sich für einzelne Ökozonen Vorhersagen zur relativen Mannigfaltigkeit der Arten ableiten, die in der feuchten tropischen Zone am höchsten, in Wüsten und in den polaren Zonen am niedrigsten ist.

### Boden
Innerhalb der großen Ökozonen gibt es eine Vielzahl unterschiedlicher Ausgangsgesteine für die Bodenbildung, ebenso diverse Reliefs. Die Prozesse allerdings, die die Bodenbildung beeinflussen, hängen stark vom Klima ab, sowie von Vegetation und Tierwelt, und lassen sich deshalb genauso regelmäßig den einzelnen Großräumen zuordnen. Die Verwitterung von Gestein wird in den polnahen Zonen stark von Frostwechseln geleistet, abgestorbene Pflanzenreste werden von Tieren nur mäßig in den Mineralboden eingearbeitet und nur langsam von Bakterien und Pilzen zersetzt. An der Bodenoberfläche bildet sich daher eine wenig mit dem Mineralboden vermischte Streuauflage. In tropischen Klimaten verwittert das Ausgangsgestein durch chemische Vorgänge rasch, abgestorbene Pflanzenreste werden von Tieren schnell in den Mineralboden eingearbeitet und von Bakterien und Pilzen rasch abgebaut, wobei sich ein Teil als Humus im Mineralboden anreichert. Herrschen humide Verhältnisse vor, werden bestimmte Mineralien ausgewaschen (pedalfere Bodenentwicklung), es entstehen Böden mit niedrigem pH-Wert. In trockenen Zonen können sich lösliche Salze anreichern (pedocale Bodenentwicklung), die entstehenden Böden sind tendenziell alkalisch. Ist die Pflanzendecke geschlossen, dann laufen Abtragungsvorgänge durch Wind und Wasser nur langsam ab, es dominieren chemische über mechanische Verwitterungsvorgänge, und die Verwitterungsprodukte bilden, zusammen mit anfallendem organischen Material, einen mächtigen Oberboden. Bei lückiger Pflanzendecke können mechanische Abtragungsvorgänge stark einwirken. Die Bodenlebewesen haben in den unterschiedlichen Ökozonen Einfluss auf die Zersetzung organischen Materials und dessen Durchmischung mit dem verwitterten Ausgangsgestein.
Über die charakteristischen Böden, ihre Bearbeitbarkeit und Eignung zur Nutzung, bestimmt sich vielerorts auch die Landnutzung. Diese wiederum greift über mechanische Bodenbearbeitung und Stoffeinträge in die natürliche Bodenentwicklung ein.
Eine Weltbodenkarte legte erstmals die FAO (1971–1981) vor. Mit der zugehörigen Legende wurde die FAO-Bodenklassifikation geschaffen, die weltweit anwendbar ist. Sie wurde 1998 von der World Reference Base for Soil Resources (WRB) abgelöst. Derzeit findet die vierte Auflage der WRB (2022) Anwendung. Damit ist ein weltweiter Vergleich der Böden der Ökozonen möglich.

### Dynamik und Wechselbeziehungen
Der Stoffhaushalt eines Ökosystems ändert sich zwischen den Ökozonen in typischer Weise: die Primärproduktion hängt wesentlich von Faktoren ab, die auch weiter oben schon zur Abgrenzung der Zonen herangezogen wurden (Größe und Struktur der Vegetation, Wasserversorgung, Temperatur, Länge der Vegetationsperiode). Ebenso die Zersetzung der anfallenden organischen Masse: Temperatur und Feuchte bestimmen, ob die Bodenlebewesen eine Zersetzungsrate schaffen, die die Produktion erreicht oder ob sich organische Masse am Boden anreichert. Feuer spielen je nach Ökozone eine mehr oder weniger große Rolle bei der Mineralisierung organischer Substanz.
Im Jahresverlauf ergeben sich für den Stoffhaushalt charakteristische Zyklen. Dabei spielen Perioden mit niedrigen Temperaturen in den polnahen Ökozonen eine große Rolle, in den äquatornahen eher Perioden mit Trockenheit. Auch Sukzessionsprozesse, die längere Zyklen besitzen, haben sich unterschiedlich herausgebildet, initialisiert etwa durch Feuer in trockenen Zonen oder durch Windbruch in bewaldeten.
Die Landnutzung des Menschen stellt inzwischen ein bestimmendes Element dar, da sie nahezu global flächendeckend den Stoffhaushalt der Ökosysteme beeinflusst. Sofern diese Eingriffe an eine Ökozone gebunden sind, etwa bei der Land- und Forstwirtschaft, sollten sie bei der Beschreibung der Ökozonen berücksichtigt werden.
In diesem Zusammenhang entwickelten die beiden amerikanischen Geographen Erle C. Ellis und Navin Ramankutty das 2008 veröffentlichte Modell der „Anthrome“. Der Begriff Anthrom ist eine Abkürzung für „Anthropogenes (= vom Menschen beeinflusstes) Biom“. Die Autoren haben 18 verschiedene Anthrome ausgewiesen sowie die verbleibenden ungenutzten Wildnisgebiete in drei Biome unterteilt. Diese Einteilung ermöglicht erstmals eine globale Darstellung des ökologischen Ist-Zustandes der Erde.

## Probleme

Animation: Prognostizierte Verschiebung der Klimazonen nach dem „Worst-Case-Szenario“ des IPCC

Jede Einteilung der gesamten Biosphäre in wenige Großräume muss mit groben Verallgemeinerungen einhergehen. Die an jedem einzelnen Ort herrschenden Bedingungen müssen abstrahiert und gemittelt werden, so dass die tatsächliche Vielfalt nicht abgebildet werden kann. Aufgrund dieser Vielfalt an Faktoren, die ein bestimmtes Ökotop ausmachen, gibt es auch selten einen Standort, der der Beschreibung einer Ökozone vollständig entspricht, überall gibt es kleine Ausnahmen und Besonderheiten.
Viele Einflüsse auf ein Ökosystem entziehen sich einer Regelmäßigkeit, so etwa die Verteilung von Gesteinen, die Verteilung von Meer- und Landmassen oder das Relief. Dadurch entstehen zahlreiche Unregelmäßigkeiten, die sich nicht mit einer Ökozone in Zusammenhang bringen lassen, sondern azonale Lebensgemeinschaften bedingen. Besonders die Höhenzonierung in Gebirgen überlagert die Einteilung der Ökozonen, so dass eine dreidimensionale Betrachtung nötig wäre.
Der Übergang von einer Ökozone zur anderen (Ökoton) erfolgt nicht abrupt, sondern allmählich mit mehr oder weniger breiten Übergangszonen. Eine Kartografie, dazu noch im globalen Maßstab, suggeriert dagegen eine harte Trennlinie, deren genaue Lage aber willkürlich festgelegt werden muss und deshalb auch je nach Autor schwankt. Eine Ökozone ist durch viele verschiedene Kriterien gekennzeichnet, die sich nicht unbedingt zugleich ändern, die Grenzziehung fällt deshalb unterschiedlich aus, je nachdem auf welche Kriterien am meisten Gewicht gelegt wird.
Der Verlauf der Ökozonen hat sich im Laufe der Zeit immer wieder geändert, während der Eiszeit etwa waren sie weit nach Süden verschoben. Die heutigen Ökosysteme an einem bestimmten Ort lassen sich deshalb nicht ausschließlich mit den heute herrschenden Umweltbedingungen erklären, sondern die historische Entwicklung muss berücksichtigt werden.
Die derzeit stattfindende, vom Menschen verursachte globale Erwärmung wird zweifellos im Laufe der kommenden Jahrzehnte zu einer Verschiebung der Klimazonen und damit auch der Ökozonen führen. In der Regel wird es sich um eine Nordverschiebung (bzw. Höhenverschiebung der Höhenstufen) handeln.

## Ökozonen nach Schultz
|                                                                                     |                                                                                              | | |
| Ökozonen der Erde nach Schultz (weitgehend flächentreue Eckert-VI-Kartenprojektion) |                                                                                              | | |
| HOHE BREITEN Polare / Subpolare Zone Eisschild Tundren Boreale Zone                 | MITTELBREITEN Feuchte Mittelbreiten Trockene Mittelbreiten Wüsten und Halbwüsten Grassteppen | SUBTROPEN und RANDTROPEN Winterfeuchte Subtropen Immerfeuchte Subtropen Tropisch / subtropische Trockengebiete Wüsten und Halbwüsten Winterfeuchte Gras- u. Strauchsteppen Sommerfeuchte Dornsavannen u. -steppen | TROPEN Sommerfeuchte Tropen Trockensavannen Feuchtsavannen Immerfeuchte Tropen Gebirgszüge = schwarz |

Jürgen Schultz hat für sein Modell der Ökozonen im ersten Schritt die klassischen, weltumspannenden (solaren) Klimazonen (Hohe Breiten, Mittelbreiten, Subtropen und Randtropen, Tropen) verwendet und sie anschließend in neun getrennte Räume untergliedert (man beachte den unterschiedlichen Inhalt des Begriffes „Zone“ bei den Klima- und Ökozonen). Auf der zweiten Ebene seiner Gliederung entsprechen die Ökozonen – deren Grenzziehungen in Wesentlichen der effektiven Klimaklassifikation nach Troll & Paffen entsprechen – noch reinen Makroklimaten. Erst die weitere Untergliederung bezieht sekundäre ökologische Merkmale mit ein. Teil seiner Zielsetzung war es, die Anzahl der Zonen auf ein Minimum zu reduzieren – ohne die tatsächlichen Verhältnisse zu verfälschen. Andere Autoren orientieren sich nicht immer daran, so dass die Anzahl der Zonen und ihre Bezeichnungen anders sein können. (Das Modell der FAO verwendet z. B. eine Untergliederung in 20 Zonen und nähert sich damit mehr den klassischen Modellen der Vegetationszonen an. Siehe Karte im Artikel „Landschaftszone“)
Die Verbreitung der Ökozonen auf der Erde ist annähernd parallel zu den Breitenkreisen rund um die Erde (breitenzonal) angeordnet und vielfach räumlich voneinander isoliert (disjunkt) auf die Kontinente verteilt. Neben einer weiteren Unterteilung in Subzonen wird manchmal auch eine Staffelung nach Höhenstufen vorgenommen.
Die im Folgenden genannten ungefähren Flächenanteile beziehen sich auf die gesamte Landfläche der Erde. Einige Subzonenanteile wurden in Prozent umgerechnet. Die Anteile der mit einem * gekennzeichneten Subzonen wurden aus einer Tabelle der FAO angepasst und eingefügt. Die im Folgenden verwendeten Bodennamen entsprechen dem internationalen Bodenklassifikationssystem World Reference Base for Soil Resources (WRB) von 2022.
- Polare/Subpolare Zone – 14,8 % (10,8 % eisbedeckte Flächen und Polare Wüsten, sowie 4,0 % Tundren)
Die Polare und subpolare Zone, auch arktische und antarktische Zone genannt, besitzt ein arktisches bzw. antarktisches Klima. Subzonen sind die eisbedeckten Polarregionen, die polare Wüste sowie die Tundrenzone. Die baumlose Tundra wächst auf humusreichen Permafrostböden. Sind diese mineralisch, so gehören sie zu den Cryosolen; sind sie organisch, so handelt es sich um Histosole. Die Biodiversität ist gering, viele Tiere sind eng an die umgebenden Ozeane gebunden.
- Boreale Zone – 13,1 % (2,6 % Waldtundren* inkl. Offene Flechtenwälder in Nordamerika und 10,5 % boreale Nadelwälder*)
Die boreale Zone kommt nur auf der nördlichen Halbkugel vor. In einem kalt-gemäßigten Klima, mit kühlen Sommern und langen Wintern, kommen dort borealer Nadelwald und große Moorgebiete vor. Sie lässt sich in die drei Zonen der Waldtundra, des offenen Flechtenwaldes und des geschlossenen, borealen Nadelwaldes (Taiga) unterteilen. Die trockeneren kontinentalen Bereiche werden von Cryosolen dominiert, also mineralischen Permafrostböden. In den feuchteren ozeanischen Gebieten sind Podsole verbreitet. Außerdem sind organische Böden (Histosole) häufig, die mit oder ohne Permafrost auftreten können. Die Anzahl der Lebewesen und ihre Diversität ist gering, wenn auch größer als in der polaren Zone.
- Feuchte Mittelbreiten – 9,7 % (4,9 % Mischwälder* und 4,8 % sommergrüne Laubwälder inkl. temperierter Regenwälder*)
Die nemorale Zone, auch temperate Zone, feuchte Mittelbreiten oder feucht-gemäßigte Zone genannt, kommt in mehreren Teilgebieten auf der Erde vor: Europa und nordwestliches Asien, Ostasien, östliches Nordamerika, westliches Nordamerika; auf der Südhalbkugel (dort australe Zone genannt) sehr kleine Teilgebiete in Chile und Neuseeland. Subzonen sind der temperierte Regenwald, der sommergrüne Laubwald und der Mischwald am Südrand der borealen Zone. Sie zeichnen sich durch ein Klima mit mäßiger Frostbelastung und ganzjährig ausreichendem Niederschlag aus. Hier wachsen Wälder typischerweise auf Cambisolen oder auf Böden mit Lessivierung, wie z. B. Luvisolen oder Alisolen. Die Biodiversität steigt gegenüber der borealen Zone nochmals an.
- Trockene Mittelbreiten – 11,1 % (8,1 % Grassteppen und 3,0 % temperierte Halbwüsten und Wüsten)
Die kontinentale Zone oder trockenen Mittelbreiten besitzen ein Klima mit heißen, trockenen Sommern und kalten Wintern. Je nach Trockenheit findet ein Übergang von der Waldsteppe über verschieden hohe Grassteppen bis zur Wüste statt, entsprechende Böden sind Chernozeme, Kastanozeme und Phaeozeme. Sie findet sich in Nordamerika und in Asien im Innern der Kontinente, in Südamerika und Neuseeland im Regenschatten von Gebirgen.
- Winterfeuchte Subtropen – 1,7 % Hartlaubwälder
Die winterfeuchten Subtropen, auch mediterrane oder meridionale Zone genannt, sind im Sommer heiß und trocken, im Winter feucht mit geringer bis gar keiner Frostbelastung. Benannt nach dem größten Teilgebiet rund um das Mittelmeer erstrecken sich weitere Teilgebiete in Kalifornien, Mittelchile, Südafrika (Kapprovinz) und dem südwestlichen Australien. Die Böden sind basenreich, oft durch Hämatit rot gefärbt und gehören vornehmlich zu den Cambisolen und Luvisolen. (Stark tonige, rote Cambisole heißen in der Deutschen Bodensystematik „Terra rossa“.) Auf ihnen wachsen Wälder aus Hartlaubgehölzen (Sklerophylle), die gegen längeren Frost empfindlich sind. Bei zunehmender Trockenheit gehen sie in subtropische Strauch- und Grassteppen mit Winterregen über, die auf Calcisolen verbreitet sind.
- Immerfeuchte Subtropen – 4,0 % warmtemperierte Feucht- und Lorbeerwälder
Die immerfeuchten Subtropen oder laurale Ökozone sind kaum durch Frost belastet, der Regen fällt ganzjährig oder mit einem Maximum im Sommer, so dass kein Wassermangel herrscht. Verbreitet sind saure Böden mit Lessivierung, nämlich Alisole und Acrisole. Sie tragen einen immergrünen Laubwald, der gegen Frost etwas empfindlich ist. Diese Verhältnisse finden sich in kleinen Gebieten im Südosten der Kontinente.
- Tropische/Subtropische Trockengebiete – 20,8 % (2,3 % winterfeuchte Gras- und Strauchsteppen der Subtropen, 6,4 % tropische Dornsavannen und -steppen, sowie 12,1 % heiße Halbwüsten und Wüsten der Subtropen)
Tropische und subtropische Trockengebiete bilden die dauernd heißen Wüsten. Niederschlag kann zu unterschiedlichen Jahreszeiten fallen, er reicht aber nur für eine spärliche Wüstenvegetation. In den Böden akkumulieren sich in geringer Tiefe Ionen, die bei höheren Niederschlägen ausgewaschen würden. Bei Dominanz von Carbonaten sind es Calcisole, bei Gips Gypsisole, bei Siliciumdioxid Durisole und bei leichtlöslichen Salzen Solonchake. In der Felswüste kommen auch Leptosole vor und in der Sandwüste Arenosole. Die Biodiversität ist hier gering. Eine Unterteilung ist möglich in winterfeuchte Gras- und Strauchsteppen, tropische Dornsavanne sowie heiße Wüsten.
- Sommerfeuchte Tropen – 16,4 % (4,4 % Trockensavannen*, 2,6 % tropische Trockenwälder* und 9,4 % Feuchtsavannen)
Weite Teile der Tropen haben ein wechselfeuchtes Klima mit ganzjährig hohen Temperaturen und einer Einteilung in Regen- und Trockenzeiten. Hier wachsen tropischer laubabwerfender Wald oder Savannen. Die Böden sind oft schon stark verwittert, aber relativ basenreich, wie etwa die Lixisole. Die Diversität und Komplexität der Ökosysteme steigt mit der verfügbaren Feuchtigkeit rasch an.
- Immerfeuchte Tropen – 8,4 % tropische Regenwälder
In den immerfeuchten Tropen fehlt eine Einteilung in Jahreszeiten, es ist ganzjährig warm und feucht. Hier wachsen immergrüne tropische Regenwälder mit der höchsten Biodiversität. Die Verwitterung ist wegen der hohen Temperaturen und des großen Wasserdargebots relativ rasch. In Regionen, die seit längerem kaum Gebirgsbildung und Erosion kannten, sind außerdem die Böden sehr alt. Dies trifft vor allem auf die äquatorialen Tiefländer Afrikas und Südamerikas zu, in denen Ferralsole verbreitet sind, also Böden, die vom Tonmineral Kaolinit dominiert werden, welcher kaum Nährstoffe speichern kann. Ackernutzung ohne intensive Düngung führt daher zu rascher Nährstoffverarmung.